# Åkraberg
Åkraberg este o arie protejată (arie specială de conservare — SAC, sit de importanță comunitară — SCI) din Suedia întinsă pe o suprafață de 5,1 ha, integral pe uscat.

## Localizare
Centrul sitului Åkraberg este situat la coordonatele 57°15′36″N 12°13′52″E / 57.2601°N 12.231°E.

## Înființare
Situl Åkraberg a fost declarat sit de importanță comunitară în ianuarie 1998 pentru a proteja 1 specie de animale. Situl a fost protejat și ca arie specială de conservare în martie 2011.

## Biodiversitate
Situată în ecoregiunea continentală, aria protejată conține 2 habitate naturale: Pășuni din zone de pădure fino-scandinave, Păduri pe pante, grohotișuri și ravene de Tilio-Acerion.
La baza desemnării sitului se află o specie protejată de  nevertebrate: Anthrenochernes stellae.